# Épave (maritime)
Ne doit pas être confondu avec Épave (terrestre).

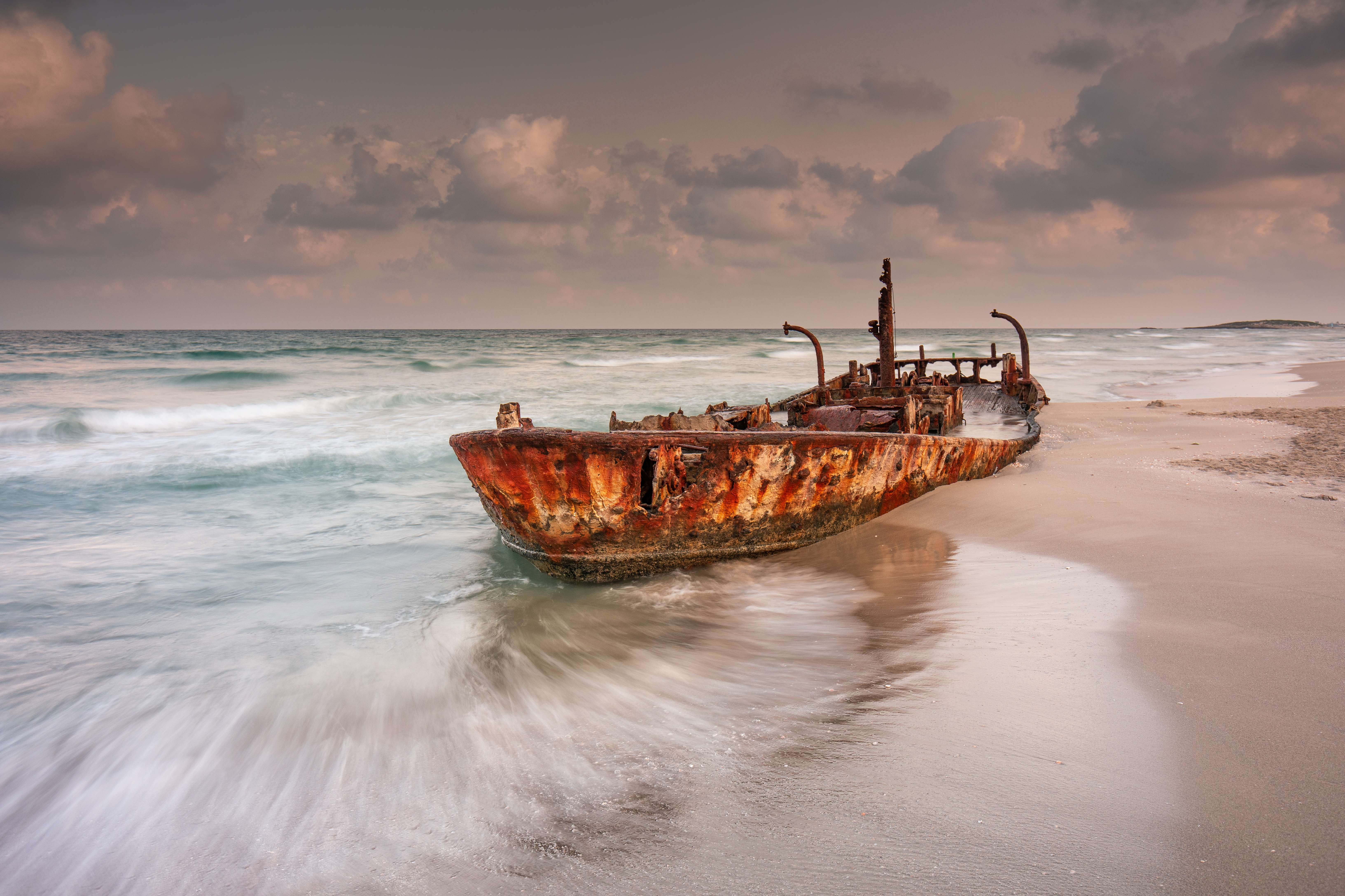
Une épave échouée sur la plage israélienne d'Habonim-Dor, près d'Hof HaCarmel.

Dans le domaine maritime, une épave est ce qui reste d'un navire en mer (épave dérivante), sur le rivage ou au fond de la mer, après avoir été abandonné, s'être échoué ou avoir coulé à la suite d'un « événement de mer » (naufrage, avarie, collision, erreur de navigation, etc.) ou d'un sabordage. Ce peut être aussi une marchandise ou un aéronef tombés par accident à la mer. Les épaves peuvent être sources de pollution (fioul, cargaison), mais aussi servir d'abri pour coraux et poissons ou attirer les chercheurs d'épave en quête de trésors.

## Définition
La définition de la préfecture maritime de l'Atlantique énonce qu'est considéré comme épave :
- tout navire en état de non-flottabilité qui est abandonné par son équipage, ainsi que son approvisionnement ou sa cargaison,
- les embarcations, machines, engins de pêche abandonnés,
- les marchandises tombées ou jetées à la mer,
- tout objet dont le propriétaire a perdu la possession, qui est échoué sur le rivage ou trouvé en mer.

Cependant, cette définition ne tient compte ni des critères de localisation, ni de l'âge de celles-ci. La protection du patrimoine culturel sous-marin est assurée par la loi relative aux biens culturels maritimes de 1989. Cette loi définit que les épaves sont déclarées comme biens culturels maritimes au bout de cent ans. Ce sont « les gisements, épaves, vestiges ou généralement tout bien représentant un intérêt préhistorique, archéologique ou historique, etc. situés dans le domaine public maritime ou au fond de la mer dans la zone contiguë » (art. 1).

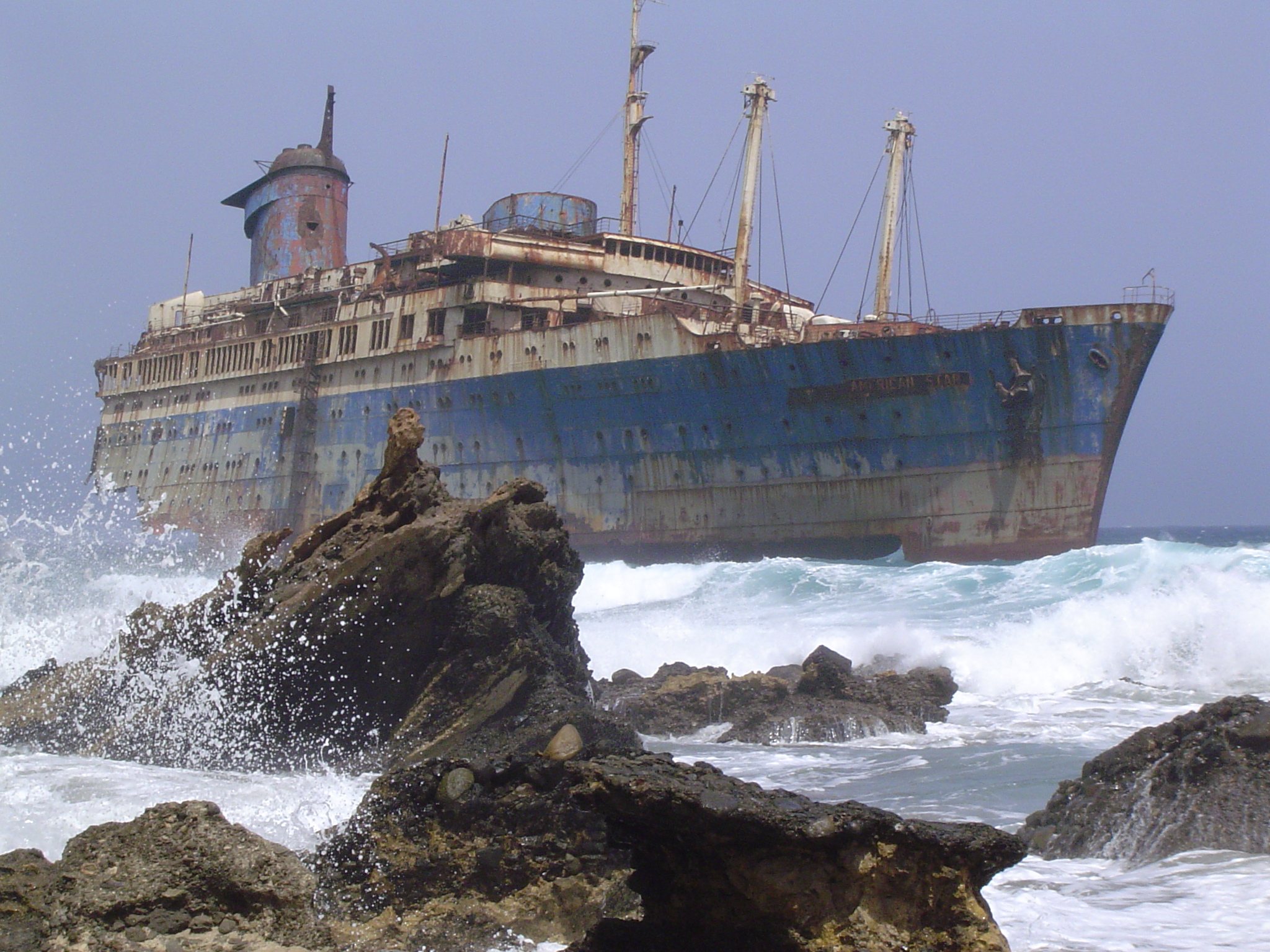
L'épave de l'American Star.
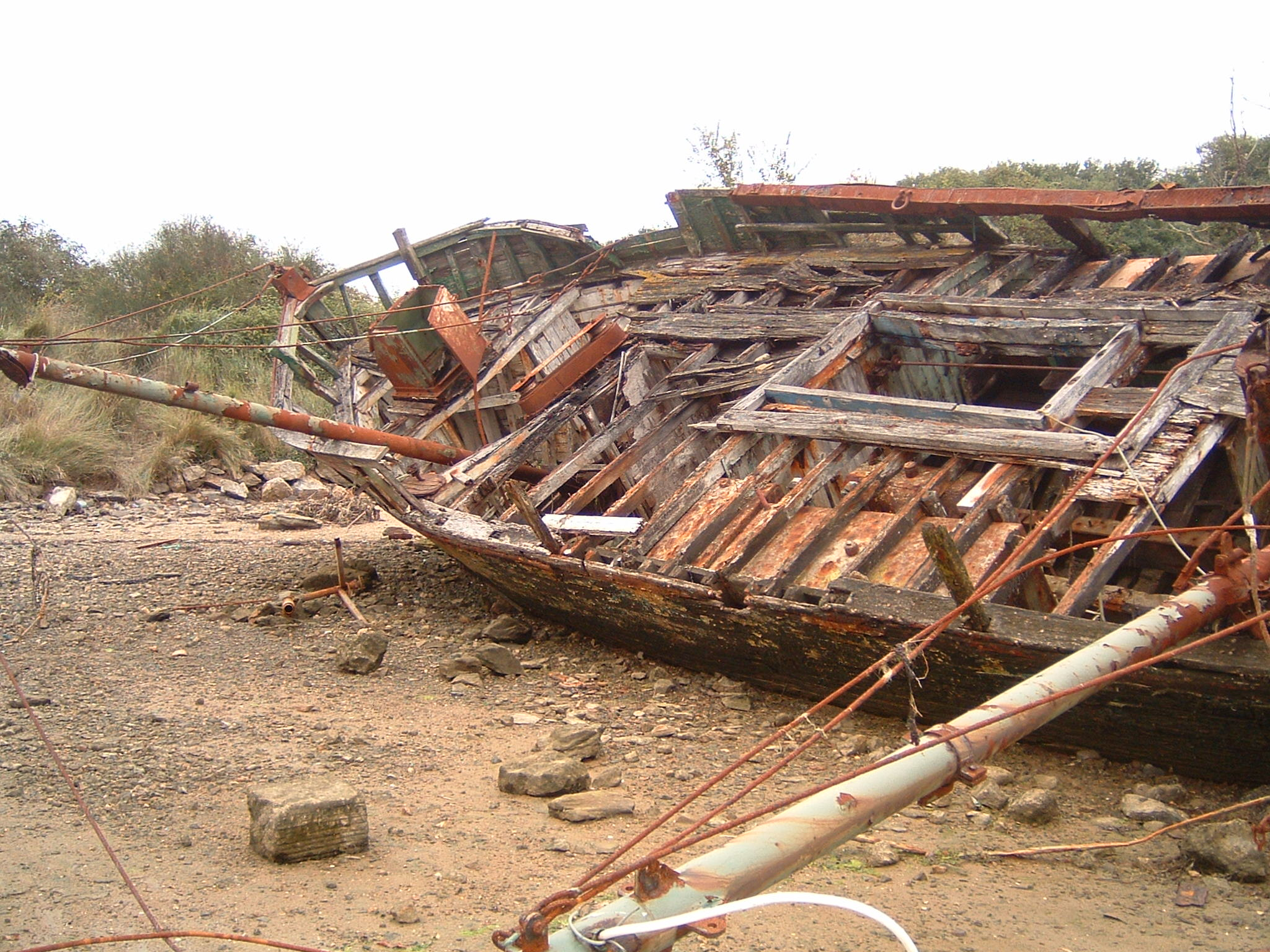
Épave de cimetière marin.
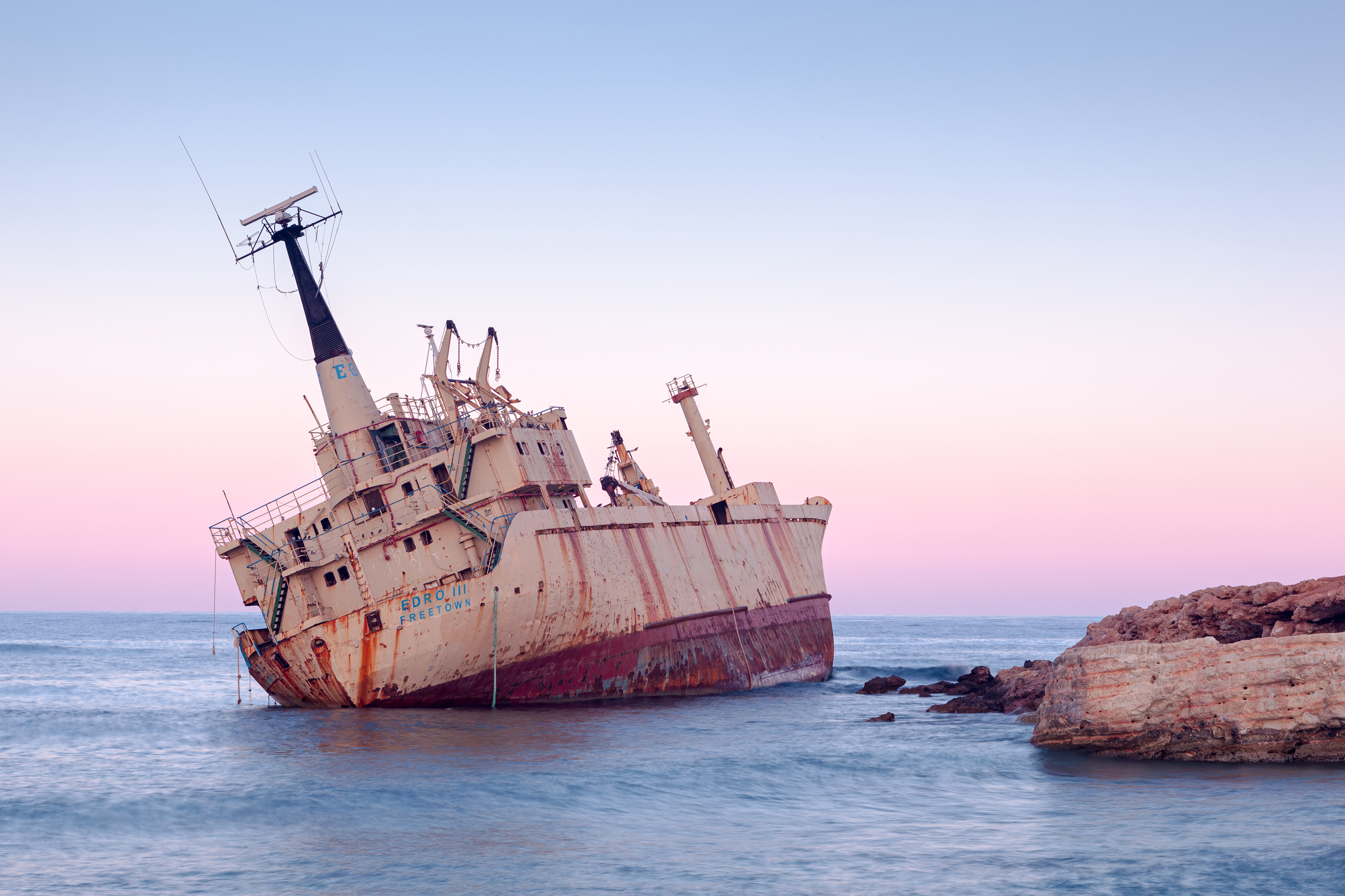
L'épave (maritime) de l'Edro III, à Pégia, Chypre.
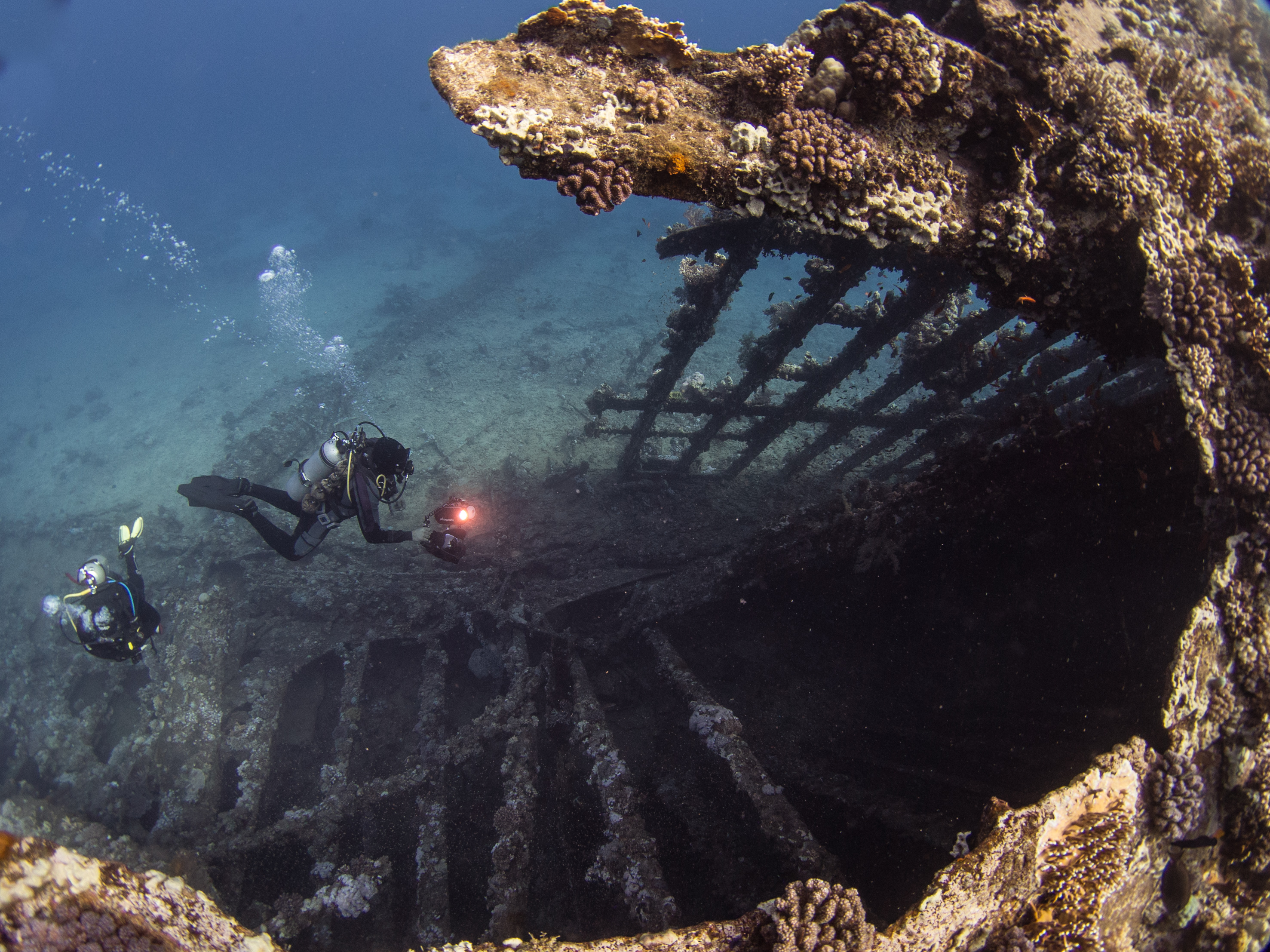
L'épave du SS Carnatic (en), construit en 1862, au fond de la mer Rouge.

Il apparaît très difficile, dans certains cas, de connaître si l'épave a un propriétaire ou quel il est : armateur du bateau, compagnie d'assurance lorsque le propriétaire n'existe plus, État auquel appartient l'épave en cas de guerre, prise de guerre, etc.

## Histoire
En juin 2024, la plus vieille épave retrouvée date de plus de 3300 ans. Elle a été découverte au large d’Israël.

## Économie
En janvier 1999, Angela Croome évaluait à 3 millions leur nombre total (une estimation rapidement reprise par l'UNESCO, et d'autres organisations,), parmi lesquelles à peine un millier seraient rentables économiquement. Sur des îles comme à Ouessant, les épaves étaient la première source de bois pour les insulaires, participant à l'économie de la mer.

## Écologie

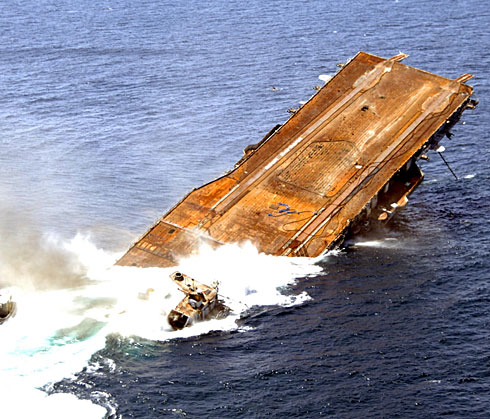
Fin en 2006 de l'USS Oriskany (CV-34), un porte-avions de l’US Navy qui devient un récif artificiel.

Les épaves sont souvent des sources de pollution des océans, notamment lors du naufrage (perte de fioul, de cargaison toxique ou polluante). On ne sait pas combien de navires ont sombré depuis la nuit des temps. Mais des épaves de navires de guerre de la Seconde Guerre mondiale sont toujours au fond des océans. Ces navires de guerre continueraient de déverser du fioul depuis leur naufrage il y a plusieurs dizaines d'années maintenant.
Ensuite, les épaves deviennent parfois — quand elles se couvrent de coraux ou d'autres organismes marins — un habitat de substitution pour de nombreuses espèces. Elles peuvent alors devenir des lieux riches quant à leur biodiversité. Certaines études ont lieu dans le monde, y compris en France. L'une d'entre elles, en cours au large des côtes belges sur plusieurs épaves, observe notamment si la biodiversité abritée (par ces épaves) croît alors que l'on s'éloigne du trait de côte,.
De nombreux navires ou d'autres engins ont d'ailleurs été volontairement coulés pour en faire des récifs artificiels.
Elles jouent parfois le rôle de dispositifs d'attraction pour les poissons. Certains pêcheurs y posent alors des filets calés. Les chaluts risquant de s'y accrocher, les chalutiers les évitent à tout prix.

## La plus grande épave
La plus grande est celle du Britannic (1914-1916), navire-jumeau du Titanic, mais plus long de 5 mètres. En 1916, il heurta une mine allemande ou fut torpillé, en mer Égée. Le paquebot coula deux fois plus vite que son jumeau, soit environ en 55 minutes. Le navire fut découvert à 110 mètres de fond par Jacques-Yves Cousteau, le 3 décembre 1975, soit 10 ans avant la découverte de l’épave du Titanic.

## Épaves et plongée

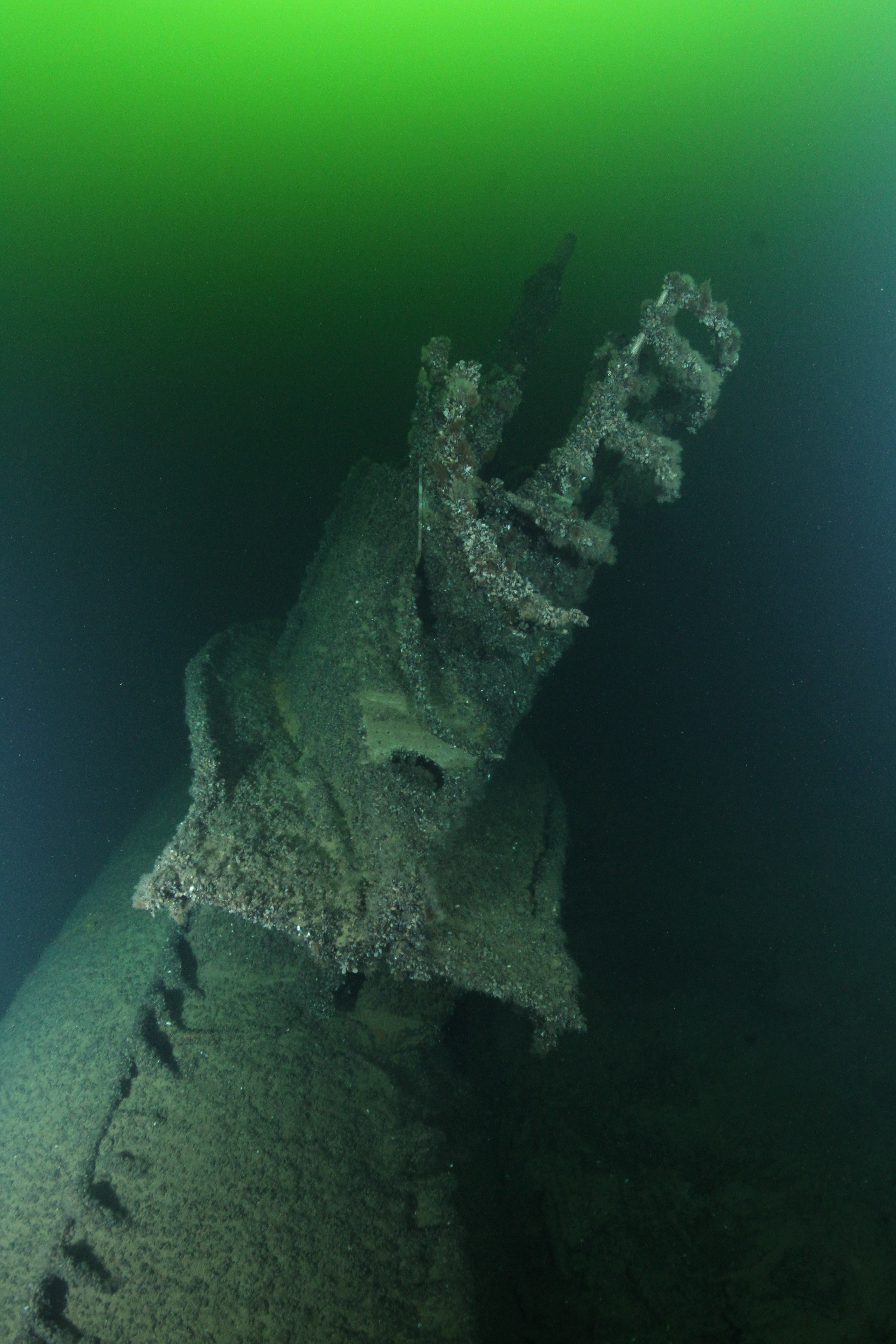
Épave du sous-marin russe Akoula, coulé en 1915 après avoir heurté une mine près de l'île d'Hiiumaa.

Les épaves constituent un terrain d'exploration pour la plongée sous-marine, mais non dénuées de risques, dont les plus courants sont la possibilité d'une rupture du tuyau d'arrivée d'air et les blessures par coupures pouvant être occasionnées par le métal rouillé de l'épave.
Les épaves immergées depuis plus de cent ans font partie de l'héritage culturel mondial et sont protégées par la Convention sur la protection du patrimoine culturel subaquatique. Le secrétariat de la Convention tente de permettre aux États parties de mieux protéger leur patrimoine subaquatique grâce à un cadre juridique international.

## Les épaves situées sur les côtes françaises

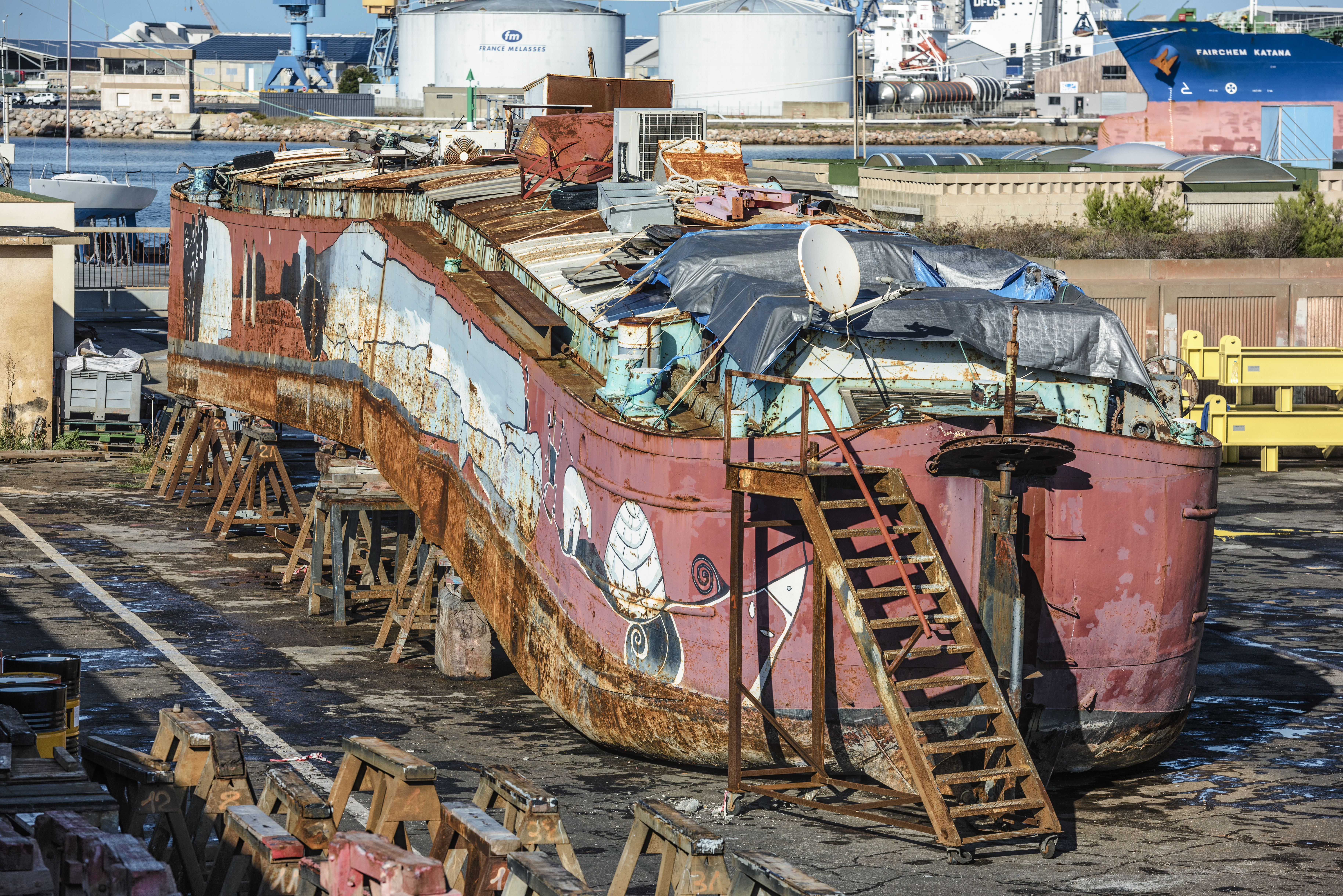
L'épave d'une péniche dans le port de commerce de Sète (France).

Historiquement il existait un droit des épaves (fortune de mer), et sur terre un droit des « choses gayves » en Normandie jusqu'à la Révolution française.
Aujourd'hui c'est le SHOM (Service hydrographique et océanographique de la marine) qui répertorie les épaves. L'une des principales sources d'informations concernant les épaves sous-marines situées sur les côtes françaises est le CD-ROM des épaves vendu par le SHOM.
Leur position y est fournie avec une précision qui peut varier selon les moyens de localisation utilisés (GPS naturel, GPS différentiel, Sylédis, etc.) et de la méthode de collecte des données (levée bathymétrique, inspection par plongeur, répertoire de croches de chaluts, exploitation de documents nautiques, etc.). Le système géodésique utilisé est souvent le système mondial WGS 84. En plus de la position, la nature, les caractéristiques techniques de l'épave ou des éléments sur la configuration du site de plongée sont fournis quand ils sont connus du SHOM.
Des sites internet mis en ligne par des plongeurs amateurs peuvent aussi fournir des indications très intéressantes.
Ainsi, environ 4 500 épaves sont recensées dans la Manche entre Cherbourg et Dieppe[réf. nécessaire].